# Placówka Straży Granicznej II linii „Kadzidło”
Placówka Straży Granicznej II linii „Kadzidło” – jednostka organizacyjna Straży Granicznej pełniąca służbę wywiadowczą na granicy polsko-niemieckiej w okresie międzywojennym.

## Formowanie i zmiany organizacyjne
Rozporządzeniem Prezydenta Rzeczypospolitej Polskiej Ignacego Mościckiego z 22 marca 1928 roku, do ochrony północnej, zachodniej i południowej granicy państwa, a w szczególności do ich ochrony celnej, powoływano z dniem 2 kwietnia 1928 roku Straż Graniczną.
Rozkazem nr 1 z 12 marca 1928 roku w sprawach organizacji Mazowieckiego Inspektoratu Okręgowego Naczelny Inspektor Straży Celnej gen. bryg. Stefan Pasławski określił strukturę organizacyjną komisariatu SG „Myszyniec”.
Rozkazem nr 9 z 18 października 1929 roku w sprawie reorganizacji mazowieckiego Inspektoratu Okręgowego komendant Straży Granicznej płk Jan Jur-Gorzechowski określił numer i nową strukturę komisariatu „Myszyniec”. W rozkazie wyszczególniono placówkę Straży Granicznej II linii „Kadzidło”.
Rozkazem nr 4/31 zastępcy komendanta Straży Granicznej płk. Emila Czaplińskiego z 20 października 1931 roku zniesiono placówkę SG „Kadzidło”.
Na jej bazie utworzono posterunek SG „Kadzidło” z przydziałem do placówki II linii „Myszyniec”.
Z dniem 1 października 1932 zniesiony został posterunek SG „Kadzidło”.